# 特別警備隊 (皇宮警察)
特別警備隊（とくべつけいびたい、英: Imperial Guard Special Security Unit、IGSSU）は、日本の皇宮警察本部における警備部隊。都道府県警察の機動隊に相当する。

## 概要
1個中隊（3個小隊）から成り、隊員は50名。中隊長は皇宮警部で小隊長は皇宮警部補である。皇宮警察本部警備部警備第一課に設置されている。

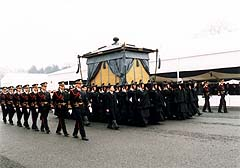

特別警備隊内には儀仗隊が設置されており、儀衛も実施している。外国大使・公使の騎馬護衛や側車儀衛の他、即位の礼の際には、束帯姿の威儀者として護衛を実施する。また、大喪の礼や皇族の葬儀の際には、儀礼服や衣冠姿で出棺の列の護衛を実施する。
特別警備隊に入隊すると、警視庁第一機動隊において警備実施に関する教育と訓練を受け、実務能力を身につける。
2022年4月4日、これまで護衛署等の通常業務と兼務で運用されてきた特別警備隊を、銃器対策や爆発物・NBC（核・生物・化学）対策、災害対策の技能に特化した選抜・専従部隊として再編された。
特別警備隊員の一部は、要人警備などテロ対策のため短機関銃（サブマシンガン H&K MP5）を装備して任にあたっている。なお、皇宮警察には2002年から短機関銃が配備されていたが当時は公表していなかった。しかし、2004年4月、皇宮警察本部庁舎の拳銃の保管室において、同本部の警部が短機関銃の収納作業中に誤って実弾1発を発射し外部に公表せざるを得なくなった（けが人はなし）。その後、2016年1月22日に開催された皇宮警察本部の年頭視閲式には、特殊防弾衣を着用してMP5を携行した姿の特別警備隊が参加し、視閲を受けた。